# Jenna Leigh Green
Jenna Leigh Green (Los Angeles, 22 augustus 1974), geboren als Jennifer Leigh Greenberg, is een Amerikaanse actrice.
Green is vooral bekend van haar rol als Libby Chessler in de televisieserie Sabrina, the Teenage Witch waar zij in 74 afleveringen speelde (1996-1999).

## Biografie
Green werd geboren in Los Angeles als dochter van een actrice en een muzikant en groeide op in Simi Valley. Zij heeft een tweelingzus en een jongere zus. Op twaalfjarige leeftijd begon zij met acteren op schooltoneel en in lokale theaters. Zij doorliep de high school aan de Simi Valley High School in Simi Valley.
Green is ook volop actief in het theater in Los Angeles en New York, zo heeft zij in onder anderen gespeeld in Into the Woods, Romeo and Juliet, West Side Story en Wicked. 

## Filmografie

### Films
Uitgezonderd korte films.
- 2021 The Survivalist - als Marley
- 2021 Wild Indian - als Ivy
- 2019 Yes - als Annie Caden
- 2018 Skin - als Rebeca Ramos
- 2016 Hard Sell - als Priscilla
- 2015 I Am Michael - eerste hulp dokter
- 2014 My Eleventh - als Courtney Ullman
- 2010 You Again – als Heather
- 2004 Open House – als Betty
- 2002 First Shot – als Jess Hayes
- 2000 The Bogus Witch Project – als Heather
- 1998 Sandman – als Wanda
- 1997 Friends 'Til the End – als Risa
- 1995 Captain Nuke and the Bomber Boys – als meisje
- 1994 A Friend to Die For – als Meridith Ladd

### Televisieseries
Uitgezonderd eenmalige gastrollen.
- 2019 The Loudest Voice - als Irena Briganti - 4 afl.
- 1999 Cover Me – als Tara Mathers – 6 afl.
- 1996-1999 Sabrina, the Teenage Witch – als Libby Chessler – 74 afl.

### Computerspellen
- 1998 Sabrina, The Teenage Witch: Spellbound – als Libby